# World Ports Classic 2013
La World Ports Classic 2013 est la deuxième édition de la World Ports Classic, une course cycliste  créée en 2012 et organisée par Amaury Sport Organisation (ASO). Elle se déroule entre les deux principaux ports européens, celui de Rotterdam et celui d'Anvers en deux jours. C'est une course de classe 1 de l'UCI Europe Tour 2013.

## Présentation

### Parcours
Comme lors de sa première édition, les deux villes-étapes de la World Ports Classic sont Anvers, en Belgique, et Rotterdam, aux Pays-Bas. Seul l'ordre des étapes est inversé, commençant par Anvers-Rotterdam pour finir par Rotterdam-Anvers. Selon les organisateurs, le parcours fait des spécialistes des « classiques flandriennes » les favoris de la course. La première étape emprunte quatre secteurs pavés. Le parcours de la deuxième, sur la côte zélandaise est plus exposé au vent.

### Équipes
Classée en catégorie 2.1 de l'UCI Europe Tour, la World Ports Classic est par conséquent ouverte aux UCI ProTeams dans la limite de 50 % des équipes participantes, aux équipes continentales professionnelles, aux équipes continentales et à des équipes nationales. Dix-huit équipes prennent part à la course : huit UCI World Tour et neuf équipes continentales professionnelles et une équipe continentale.
| Nom de l'équipe         | Pays       | Code |
| ----------------------- | ---------- | ---- |
| Omega Pharma-Quick Step | Belgique   | OPQ  |
| Lotto-Belisol           | Belgique   | LTB  |
| Argos-Shimano           | Pays-Bas   | ARG  |
| Belkin                  | Pays-Bas   | BEL  |
| Vacansoleil-DCM         | Pays-Bas   | VCD  |
| Katusha                 | Russie     | KAT  |
| Saxo-Tinkoff            | Danemark   | TST  |
| Garmin-Sharp            | États-Unis | GRS  |

| Nom de l'équipe              | Pays           | Code |
| ---------------------------- | -------------- | ---- |
| MTN-Qhubeka                  | Afrique du Sud | MTN  |
| Europcar                     | France         | EUC  |
| Topsport Vlaanderen-Baloise  | Belgique       | TSV  |
| NetApp-Endura                | Allemagne      | TNE  |
| Cofidis                      | France         | COF  |
| Crelan-Euphony               | Belgique       | CRE  |
| Accent Jobs-Wanty            | Belgique       | AJW  |
| Bretagne-Séché Environnement | France         | BSE  |
| Champion System              | Chine          | CSS  |

| Nom de l'équipe     | Pays     | Code |
| ------------------- | -------- | ---- |
| Color Code-Biowanze | Belgique | CCB  |

## Étapes
| Étape     | Date    | Villes étapes                  |  | Distance (km) | Vainqueur d’étape  | Leader du classement général |
| --------- | ------- | ------------------------------ |  | ------------- | ------------------ | ---------------------------- |
| 1re étape | 30 août | Anvers (BEL) – Rotterdam (NED) |  | 165           | Jelle Wallays      | Jelle Wallays                |
| 2e étape  | 31 août | Rotterdam (NED) – Anvers (BEL) |  | 191           | Maarten Tjallingii | Nikolas Maes                 |

## Déroulement de la course

### 1reétape
|    | Coureur             | Équipe                      |    | Temps           |
| -- | ------------------- | --------------------------- | -- | --------------- |
| 1  | Jelle Wallays       | Topsport Vlaanderen-Baloise | en | 3 h 32 min 33 s |
| 2  | André Greipel       | Lotto-Belisol               | +  | 26 s            |
| 3  | Alessandro Petacchi | Omega Pharma-Quick Step     |    | 26 s            |
| 4  | Kenny van Hummel    | Vacansoleil-DCM             |    | 26 s            |
| 5  | Jonathan Cantwell   | Saxo-Tinkoff                |    | 26 s            |
| 6  | Gerald Ciolek       | MTN-Qhubeka                 |    | 26 s            |
| 7  | Alexander Porsev    | Katusha                     |    | 26 s            |
| 8  | Nikolas Maes        | Omega Pharma-Quick Step     |    | 26 s            |
| 9  | Michael Van Staeyen | Topsport Vlaanderen-Baloise |    | 26 s            |
| 10 | Danilo Napolitano   | Accent Jobs-Wanty           |    | 26 s            |

|    | Coureur             | Équipe                      |    | Temps           |
| -- | ------------------- | --------------------------- | -- | --------------- |
| 1  | Jelle Wallays       | Topsport Vlaanderen-Baloise | en | 3 h 32 min 23 s |
| 2  | André Greipel       | Lotto-Belisol               | +  | 28 s            |
| 3  | Alessandro Petacchi | Omega Pharma-Quick Step     |    | 29 s            |
| 4  | Kenneth Vanbilsen   | Topsport Vlaanderen-Baloise |    | 33 s            |
| 5  | Reinier Honig       | Crelan-Euphony              |    | 34 s            |
| 6  | Gerald Ciolek       | MTN-Qhubeka                 |    | 35 s            |
| 7  | Kenny van Hummel    | Vacansoleil-DCM             |    | 36 s            |
| 8  | Jonathan Cantwell   | Saxo-Tinkoff                |    | 36 s            |
| 9  | Alexander Porsev    | Katusha                     |    | 36 s            |
| 10 | Nikolas Maes        | Omega Pharma-Quick Step     |    | 36 s            |

### 2eétape
|    | Coureur             | Équipe                  |    | Temps           |
| -- | ------------------- | ----------------------- | -- | --------------- |
| 1  | Maarten Tjallingii  | Belkin                  | en | 3 h 55 min 12 s |
| 2  | Fréderique Robert   | Lotto-Belisol           | +  | 3 s             |
| 3  | Nikolas Maes        | Omega Pharma-Quick Step |    | 3 s             |
| 4  | Alexander Porsev    | Katusha                 |    | 3 s             |
| 5  | Jonas Van Genechten | Lotto-Belisol           |    | 3 s             |
| 6  | Wouter Mol          | Vacansoleil-DCM         |    | 3 s             |
| 7  | Maarten Wynants     | Belkin                  |    | 3 s             |
| 8  | Roy Curvers         | Argos-Shimano           |    | 3 s             |
| 9  | Jonathan Cantwell   | Saxo-Tinkoff            |    | 3 s             |
| 10 | Reinier Honig       | Crelan-Euphony          |    | 3 s             |

|    | Coureur             | Équipe                  |    | Temps           |
| -- | ------------------- | ----------------------- | -- | --------------- |
| 1  | Nikolas Maes        | Omega Pharma-Quick Step | en | 7 h 28 min 10 s |
| 2  | Jonathan Cantwell   | Saxo-Tinkoff            | +  | 2 s             |
| 3  | Reinier Honig       | Crelan-Euphony          |    | 2 s             |
| 4  | Alexander Porsev    | Katusha                 |    | 3 s             |
| 5  | Roy Curvers         | Argos-Shimano           |    | 4 s             |
| 6  | Wouter Mol          | Vacansoleil-DCM         |    | 4 s             |
| 7  | Tristan Valentin    | Cofidis                 |    | 4 s             |
| 8  | Stig Broeckx        | Lotto-Belisol           |    | 4 s             |
| 9  | Marko Kump          | Saxo-Tinkoff            |    | 15 s            |
| 10 | Jonas Van Genechten | Lotto-Belisol           |    | 30 s            |

## Classements finals

### Classement général
|    | Cycliste            | Pays      | Équipe                  |    | Temps           |
| -- | ------------------- | --------- | ----------------------- | -- | --------------- |
| 1  | Nikolas Maes        | Belgique  | Omega Pharma-Quick Step | en | 7 h 28 min 10 s |
| 2  | Jonathan Cantwell   | Australie | Saxo-Tinkoff            | +  | 2 s             |
| 3  | Reinier Honig       | Pays-Bas  | Crelan-Euphony          |    | 2 s             |
| 4  | Alexander Porsev    | Russie    | Katusha                 |    | 3 s             |
| 5  | Roy Curvers         | Pays-Bas  | Argos-Shimano           |    | 4 s             |
| 6  | Wouter Mol          | Pays-Bas  | Vacansoleil-DCM         |    | 4 s             |
| 7  | Tristan Valentin    | France    | Cofidis                 |    | 4 s             |
| 8  | Stig Broeckx        | Belgique  | Lotto-Belisol           |    | 4 s             |
| 9  | Marko Kump          | Slovénie  | Saxo-Tinkoff            |    | 15 s            |
| 10 | Jonas Van Genechten | Belgique  | Lotto-Belisol           |    | 30 s            |

### Classements annexes
|   | Cycliste          | Équipe                  | Points |
| - | ----------------- | ----------------------- | ------ |
| 1 | Nikolas Maes      | Omega Pharma-Quick Step | 33     |
| 2 | Alexander Porsev  | Katusha                 | 33     |
| 3 | Jonathan Cantwell | Saxo-Tinkoff            | 30     |

|   | Cycliste          | Équipe        |    | Temps           |
| - | ----------------- | ------------- | -- | --------------- |
| 1 | Stig Broeckx      | Lotto-Belisol | en | 7 h 28 min 14 s |
| 2 | Marko Kump        | Saxo-Tinkoff  | +  | 11 s            |
| 3 | Fréderique Robert | Lotto-Belisol |    | 1 min 58 s      |

#### Classement par équipes
|   | Équipe        | Pays     |    | Temps            |
| - | ------------- | -------- | -- | ---------------- |
| 1 | Lotto-Belisol | Belgique | en | 22 h 25 min 05 s |
| 2 | Saxo-Tinkoff  | Danemark | +  | 38 s             |
| 3 | Belkin        | Pays-Bas |    | 7 min 31 s       |